# 安詩
安詩（1788年12月13日—1847年3月27日），字博齋，號仲依，别號芝慶，江蘇省金匮縣（今屬江苏省無錫市锡山区）人，清朝诗人。道光十三年癸巳科進士出身，官至戶部掌印給事中，兼署吏科掌印給事中。

## 生平
安詩，出自江蘇無錫當地名門望族膠山安黄氏。明嘉靖年间收藏家、發明家、豪商巨贾安国之后裔，与明末东林党领袖安希范同族。曾师从秦瀛，道光五年（1825年）中举人，并於道光十三年（1833年）中癸巳科二甲進士，遂授予兵部職方清吏司主事，逐步升任員外郎、郎中。之后任盛京工程處監督。歷任山西道、贵州道、京畿道監察御史，后改禮科、吏科、刑科給事中。最終官至戶部掌印給事中，並特許兼任吏科掌印給事。

## 著作
安詩工詩文，有《飛香圃詩集》。《晚晴簃詩匯》收其詩兩首。
- 《点易台》

点易台边路，荒荒蔓草茸。
能留太古石，犹有六朝松。
幽磵鸣寒筑，疏林阁远钟。
泉斋今不见，凭吊夕阳春。

## 影响
位于无锡市崇安区的“进士坊巷”，以明弘治进士俞泰所建牌坊得名，清道光年间由安诗重建牌坊。

## 家庭
长子，安颐，山西雁平兵备道。长女，嫁予陕西布政使王承基。次女，嫁予江安督粮道衞榮光。